# Richard Sennett
Richard Sennett (Chicago, 1 januari 1943) is een Amerikaans arbeidssocioloog.
Sennett studeerde sociologie en geschiedenis in New York en Londen. Na zijn doctoraal in 1964 doceerde hij onder andere aan Harvard en Yale, en in Rome en Washington. Hij is bekend vanwege zijn onderzoek naar en publicaties over met name steden, werk en cultuursociologie.
Sennett werd beroemd met zijn boek The Corrosion of Character (Ned. vert. De flexibele mens). Hij is getrouwd met de sociologe Saskia Sassen.

## Biografie
Sennett is de zoon van een Russische immigrant en groeide op in Cabrini Green, een achterstandswijk van Chicago. Hij probeerde deze sociale achtergrond met musiceren achter zich te laten. Hij speelde cello, componeerde en had succesvolle optredens. Later beschreef hij deze sociale achtergrond als beperkend en bedreigend. Zijn studie muziekwetenschappen en het cellospelen moest hij na een mislukte operatie aan zijn linkerhand opgeven. Vervolgens studeerde hij sociologie en later ook geschiedenis, eerst bij David Riesman in Chicago dan bij Talcott Parsons aan Harvard.
1998 ontving Sennett de Premio Amalfi, in 2006 de Hegel-Prijs, in 2008 kreeg hij de Gerda Henkel Prijs, in 2009 de Heinrich Tessenow-medaille en in 2010 de Spinozalens.

## Werk
Thema's van Sennett zijn de individualisering, gebrek aan oriëntatie en machteloosheid van het moderne individu, de oppervlakkigheid en instabiliteit van relaties en de omgang met macht. Vooral in zijn vroege werk is een sterke band met de stad waarin hij opgroeide en de daar opgedane ervaringen waar te nemen. Door de grote actualiteit van de thema's die hij behandelt en de makkelijk toegankelijke schrijfstijl, werden zijn boeken tot bestsellers.

### De flexibele mens
In zijn boek The Corrosion of Character (1998), beschrijft Sennett de gevolgen van het nieuwe flexibele kapitalisme op het karakter van de mensen. Door de flexibilisering van het werkveld verliezen normen en waarden hun betekenis. Zo zijn betrouwbaarheid, verantwoordelijkheid en arbeidsethos, evenals het vermogen om, ten behoeve van het nastreven van langetermijndoelen, af te zien van directe bevrediging van verlangens, in waarde gedaald. Oorzaak van deze ontwikkeling ziet Sennett in het verhoogde tempo waarin ondernemingen werken, het gestaag groeien van de prestatienormen, de toenemende onzeker wordende werknemerspositie en ook de eis aan werknemers om voor het werk te verhuizen.

Ook op het macroniveau constateert Sennet diepgaande veranderingen. Nadat hij zich in de geschiedenis van de industriële sector had verdiept, onderzocht hij de overgang van een volgroeide industrie-kapitalisme, de meritocratie, naar een systeem van flexibele specialisering. Zo werd bijvoorbeeld in de auto-industrie de productie met gebruik van de lopende band afgelost door gespecialiseerde productiebedrijven van halffabricaten en andere leveranciers. Deze moeten hun productieproces voortdurend flexibel aan de vraag van een geglobaliseerde economie aan kunnen passen. Strenge hiërarchische structuren zijn voor een deel vervangen door kleine‚ zelfstandige groepen, die op eigen risico in de wereldmarkt opereren. De druk op het individu neemt enorm toe. Ook stijgt deze druk door fijnmazige controlemethoden met behulp van moderne communicatietechniek, die zich  niet alleen op het productieproces maar ook op de werknemers richt.

Alles bij elkaar draagt dit in grote delen van de samenleving bij tot een stemming van angst, hulpeloosheid, instabiliteit en onzekerheid. De kloof tussen arm en rijk wordt groter. De middenstand lost zich op. Zo ontstaat in het nieuwe systeem een polarisatie tussen een kleine groep die profiteert en een grote groep verliezers.

### De cultuur van het nieuwe kapitalisme
Sennett werkt zijn analyse met betrekking tot de effecten die het systeem van globale economie en bestuur op het leven van mensen in sterk geïndustrialiseerde landen heeft, verder uit in zijn boek  The Culture of the New Capitalism (2006).